# 1906年の航空
< 1906年
1905年の航空 - 1906年の航空 - 1907年の航空

## 航空に関する出来事
- 1906年 - シャルル・ヴォワザンとガブリエル・ヴォアザンの兄弟が航空機メーカー、ヴォワザン航空機を設立する。
- 1906年 - イタリアの海軍士官マリオ・カルデラーラが複葉の水上グライダーを製作し、モーターボートで牽引し飛行を行う実験を行った。
- 1月17日 - ツェッペリン飛行船LZ IIが不時着し、翌日強風で破壊される。
- 1月25日 - スペインのヘスス・フェルナンデス・デュロ（Jesús Fernández Duro）がフランスのポーからスペインのグラナダまでのピレネー山脈を越える気球飛行に成功した[1]。
- 3月18日 - ルーマニアのトライアン・ヴイアが動力飛行を試みる。高度1m、距離12mの跳躍であった。欧州における動力による初飛行であると主張したが記録は未公認である。
- 5月 - ルイ・ブレリオとガブリエル・ヴォアザンがブレリオ IIIの試験を始めるが、飛行できなかった。
- 9月12日 - デンマークの発明家、ヤコブ・エレハマーがLindholmの小島で"Danemark I" の初飛行を行ったが国際航空連盟は未公認であった。
- 9月13日 - アルベルト・サントス・デュモンがパリで、固定翼動力機 14-bisで初めて飛行した。この時の記録は未公認である。
- 9月30日：気球の国際レース、ゴードン・ベネット・カップが行われ、最初の優勝者はアメリカ陸軍のフランク・ラーム(Frank Lahm)で 647 kmを飛行した。
- 10月9日 - ツェッペリン飛行船LZ IIIが初飛行する。

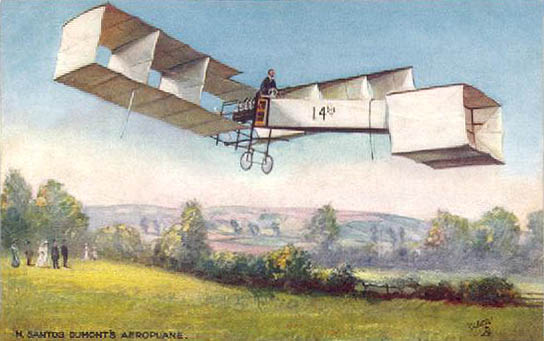
サントス・デュモンの14-bis

- 10月23日 - サントス・デュモンがパリで、固定翼動力機 14-bisで60mの公開飛行を行い、フランス飛行クラブが認めた欧州における最初の動力飛行となり、アルシュデック賞を受賞した。
- 11月11日 - セレスティーノ・ウジュエリとカルロ・クレスピが「ミラノ」号と名付けた気球でミラノからフランスのエクス＝レ＝バンまでの360kmを4時間あまりで飛行して、アルプス越えを行った。
- 11月13日 - サントス・デュモンが14-bisで21秒間で220mの飛行を行い、公式の認定手続きをとった最初の飛行機の飛行記録となった。.
- 11月16日 - フランスのルボーディ兄弟が製作した飛行船、Lebaudy Patrie（「祖国号」）が初飛行した。